# 阿奈·舍瓦利耶-布歇
阿奈·舍瓦利耶-布歇（法語：Anaïs Chevalier-Bouchet，1993年2月12日—），法国女子冬季两项运动员。她曾代表法国参加2014年、2018年和2022年冬季奥林匹克运动会冬季两项比赛，获得一枚银牌和一枚铜牌。